# Heinrich Strub (Politiker, 1786)
Heinrich Strub (* 6. Oktober 1786 in Läufelfingen; † 12. August 1857 ebenda) war ein Schweizer Politiker und Richter.

## Leben und Werk
Heinrich Strub war ein Sohn des Landwirts Heinrich Strub und der Anna, geborene Schaub. Er wuchs auf dem «Reisen» auf. Seine Eltern betrieben dort eine Milchwirtschaft. Die Milch wurde in der hofeigenen Sennerei weiterverarbeitet. So wurde Strub zeitlebens in Läufelfingen «Reisensenn» genannt.
Im Selbststudium erlernte Strub u. a. Mathematik und Französisch. 1814 heiratete er seine 15-jährige Grosscousine Salome, geborene Strub. Zusammen hatten sie fünf Kinder. Erst 24-jährig verstarb diese bei der letzten Geburt ihres Kindes. 1826 heiratete Strub die aus Sissach stammende Barbara, geborene Frei. Zusammen hatten sie drei Kinder.
Strub war als Senn, Landwirt und Geschäftsmann tätig. Von 1817 bis 1831 sass er im Basler Grossen Rat und war Mitarbeiter der von der Gemeinnützigen Gesellschaft Basel 1818 gegründeten Landwirtschaftlichen Gesellschaft. Zudem war er Mitglied der provisorischen Baselbieter Regierung von 1831 und galt als «Ehrengesandter» der Aufständischen bei der Tagsatzung 1831. 
Als in Liestal eine Revoluzzer-Versammlung Strub ohne sein Wissen in die illegale Regierung wählte, was einem Staatsstreich gleichkam, flüchtete er nach Aarau, wo er bei Heinrich Zschokke Zuflucht fand. Aus Sorge um seine Familie entschloss sich Strub sich, der Basler Behörde zu stellen. Diese klagten ihn wegen Hochverrats an. Da die Behörde seinen Aussagen, den Staatsstreich nicht mitgetragen zu haben, Glauben schenkte, wurden ihm bloss alle politischen Ämter aberkannt und für zwei Jahre seine staatsbürgerlichen Rechte entzogen. In der Folge zog sich Senn vorübergehend aus dem öffentlichen leben zurück, während im Kanton die Situation eskalierte.
Im neu gegründeten Landkanton war Strub als Vertreter der Ordnungspartei 1832, 1838 und 1850 im Verfassungsrat. Von 1836 bis 1838 gehörte er dem Regierungsrat an, 1836, von 1838 bis 1841, 1844 und 1848 sass er im Landrat und von 1841 bis 1854 hatte er das Amt eines Oberrichters inne.
Vom 10. Juni 2022 bis 26. Juni 2022 spielt das Freilichttheater «Hauenstein» im Museum SiLO12 in Läufelfingen unter der Regie von Danny Wehrmüller mit 45 Laiendarsteller das Stück Hauenstein von Ueli Remund. Die darin vorkommende Leitfigur des Heinrich Strub wird von drei Personen gespielt.